# Segura
Pour les articles homonymes, voir Segura (homonymie).
Le Segura (en latin Thader, en arabe نهر شَقـُورة (nahr shaqur) « Rivière Shaqura » ou النهر الأبيَض (alnahr alabyad) « Rivière Blanche » ou وادي الأبيض (wadi al'abyad) « Vallée Blanche ») est un fleuve espagnol méditerranéen, le plus important  de la région autonome de Murcie et de la province d'Alicante. Malgré sa longueur de 325 km et un bassin versant d'environ 15 000 km2, c'est un fleuve de débit très modeste qui joue pourtant un rôle majeur dans l'irrigation des plaines agricoles de la province de Murcie.
La Confédération hydraulique du Segura gère une superficie de 18 870 km2, en ajoutant au propre bassin du Segura les bassins versants de petits fleuves côtiers ou d'affluents intermittents (appelés « ramblas » en espagnol).

## Géographie

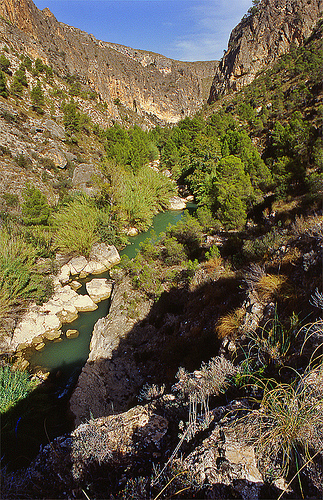
Le Cañón de los Almadenes, entre Calasparra et Cieza.

Sa source correspond à une résurgence karstique, située à Santiago-Pontones, à 1 413 mètres d'altitude, dans la province de Jaén (communauté autonome d'Andalousie). Le Segura traverse Calasparra, Cieza, Murcie, Beniaján, Orihuela, Rojales et se jette dans la mer Méditerranée à Guardamar del Segura (province d'Alicante).

## Hydrologie
Le débit moyen aujourd'hui est de 17,1 m3/s à la sortie du réservoir de Cenajo, 26 m3/s à Cieza, un peu en amont de Murcie (grâce aux apports du transfert d'eau du Tage vers le bassin du Segura), 5 m3/s à Orihuela et seulement 1 m3/s à Guardamar del Segura, l'eau étant pompée pour les cultures maraîchères des plaines irriguées de la Vega Alta, en aval de Cieza, dont la production remonte à l'occupation arabe, la Vega Media autour d'Archena et Murcie et enfin la Vega Baja del Segura, d'altitude et de pente très faibles, dans la province d'Alicante.
Mais le Segura, comme beaucoup de cours d'eau méditerranéens, est un fleuve très irrégulier. Son régime est pluvio-nival dans la partie amont mais pluvial méditerranéen dans la majeure partie  de son cours et peut connaître des crues catastrophiques en automne : au XXe siècle en 1946, 1948, 1973, 1987 et 1989. En avril 1946, octobre 1948 et novembre 1987 le débit atteignit plus de 1 000 m3/s a Orihuela. La plus grosse crue de l'histoire à Murcie eut lieu le 15 octobre 1879 avec 1 890 m3/s. Elle fut appelée inondation de Sainte Thérèse (es) car elle eut lieu la nuit de la fête de la sainte Thérèse, et fut responsable de plus de 1 000 morts.
| Date          | Murcie     | Orihuela   |
| ------------- | ---------- | ---------- |
| octobre 1651  | 1 700 m3/s |            |
| octobre 1834  | 1 000 m3/s |            |
| octobre 1879  | 1 890 m3/s | 2 000 m3/s |
| avril 1946    | 1 187 m3/s | 1 138 m3/s |
| octobre 1948  | 934 m3/s   | 1 172 m3/s |
| novembre 1987 |            | 1 000 m3/s |

Ses principaux affluents sont en rive gauche: le Río Mundo (es) (20,4 m3/s) dont le débit est artificiellement  gonflé par l'apport du transfert hydraulique Tage-Segura, en rive droite le Rio Taibilla (2,95 m3/s), le Rio  Benamor, le Rio Alhárabe (es)(0,20 m3/s), le Río Mula (5,10 m3/s) et le Guadalentín (1,35 m3/s). On peut y ajouter, surtout en rive gauche, de nombreux cours d'eau intermittents — en espagnol, les ramblas ou rios-rambla —, qui sont des systèmes de drainage temporaires, au large lit rocailleux, alimentés seulement lors des pluies torrentielles ; leurs eaux sont souvent salées comme en témoignent le nom de certains d'entre eux : Rambla Salada (« Cours d'Eau Salé » en espagnol), Agua Amarga (« Eau Amère » en espagnol).
Le transfert des eaux du Tage vers les bassins du Jucar et du Segura, d'une capacité de 35 m3/s, le plus spectaculaire des ouvrages hydrauliques espagnols, construit entre 1966 et 1979, contribue à augmenter le débit du Segura aux dépens  des eaux disponibles dans les trois provinces de Guadalajara, Cuenca et Albacete, faisant partie de la communauté autonome de Castille-la-Manche. Or la pluviométrie sur ces régions a diminué d'environ 12% depuis la mise en service du transfert, alors que les besoins en eau, tant pour l'approvisionnement urbain que pour l'industrie et l'agriculture irriguée n'ont cessé d'augmenter. Cela est source de tensions entre les trois communautés de Castille-la-Manche, Valence et Murcie. En janvier 2023, le gouvernement espagnol a garanti un débit minimum du Tage, réduisant d'autant en période de sécheresse le débit du transfert. En  dehors de cette diminution pluriannuelle des précipitations, certaines années peuvent se révéler extrêmement sèches, et cela a été le cas de l'année 2023, où les barrages-réservoirs de la partie amont du fleuve (Fuensanta et Cenajo), n'étaient plus remplis qu'au quart de leur capacité. Au 25 décembre 2023, les réserves d'eau de l'ensemble de la province de Murcie n'étaient remplies qu'à 26,35% au 26 février 2024 (comme d'ailleurs celles de la province de Jaen où le fleuve prend sa source, 25,10% à la même date), les pluies d'automne s'étant révélées, cette année-là encore, bien inférieures à la normaleet les pluies d'hiver bien faibles. L'hiver et le printemps 2024 n'ont pas permis de réapprovisionner de façon conséquente les réservoirs des deux provinces : au 12 août 2024, les réserves de la province de Jaen étaient certes remontées à 33.77% mais celles de Murcie n'étaient que de 21.62%, en dessous des deux années précédentes, dans un contexte de très fortes températures et donc de besoins intenses d'irrigation. 
La quantité d'eau disponible ne suffit plus aux besoins urbains, touristiques, agricoles et industriels . Trois grosses usines de dessalement de l'eau de mer ont été construites dans le bassin du Segura : Torrevieja, au sud de l'embouchure du Segura, dans la province d'Alicante, la plus importante avec une capacité de 80 hm3/an, Valdelentisco près de Carthagène, avec une capacité de 70 hm3/an qui alimente 7 500 ha de cultures irriguées et approvisionne 60 000 personnes, Aguilas-Guadalentin enfin, à l'extrême sud de la province (capacité de 60 hm3/an) qui alimente en eau potable 130 000 personnes. Une nouvelle usine, beaucoup plus grande encore, est en construction dans l'aire urbaine de Carthagène, à Escombreras, avec une capacité de 400 hm3/an. La consommation d'énergie électrique pour le fonctionnement de ces usines est naturellement  élevée et rend le prix de l'eau plus coûteux

## Conservation
En juin 2007 le journal officiel d'Espagne a publié l'annonce « Décision de la Confédération hydrographique du Segura de soumettre à information publique le projet basique de système d'approvisionnement depuis le barrage de Cenajo à la Mancomunidad de Canales del Taibilla (fédération des canaux du Taibilla) », qui vise à « distribuer les 131 hm3 d'eau provenant du transfert Tage-Segura en vue de l'approvisionnement de la population » à l'aide de 145,8 km de conduits qui traverseraient les communes de Moratalla, Calasparra, Cieza, Abarán, Blanca, Ulea, Molina de Segura, Jumilla et Yecla.
Ce projet ne tient pas compte des répercussions écologiques, notamment sur la communauté de poissons la plus diversifiée de Murcie avec entre autres des  Luciobarbus sclateri, squalius pyrenaicus (une espèce de carpe, voir squalius alburnoides), des goujons (gobio gobio), des truites arc-en-ciel (oncorhynchus mykiss) et des pseudochondrostoma polylepis, espèces incluses à l'annexe II de la directive habitats ; et par voie de conséquence sur la population de loutres d'Europe (lutra lutra), une espèce importante de cet habitat auxquels ils servent de nourriture, en voie d'extinction et classée espèce d'intérêt communautaire d'après la directive 92/43/CEE(1) du Conseil concernant la conservation des habitats naturels ainsi que de la faune et de la flore sauvages[pas clair].

## Galerie

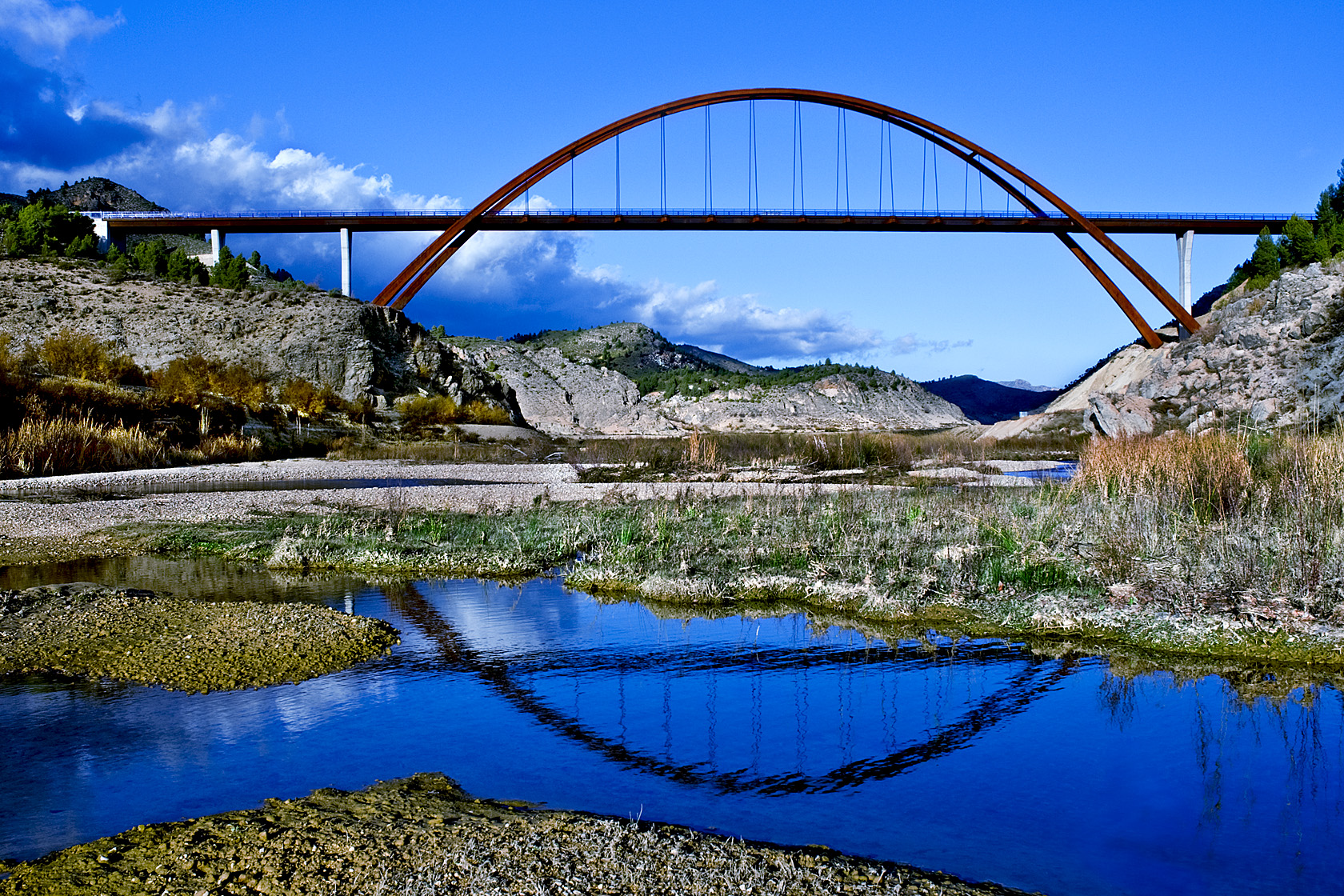
Vue du  pont de La Vicaria, à Yeste (province d'Albacete).
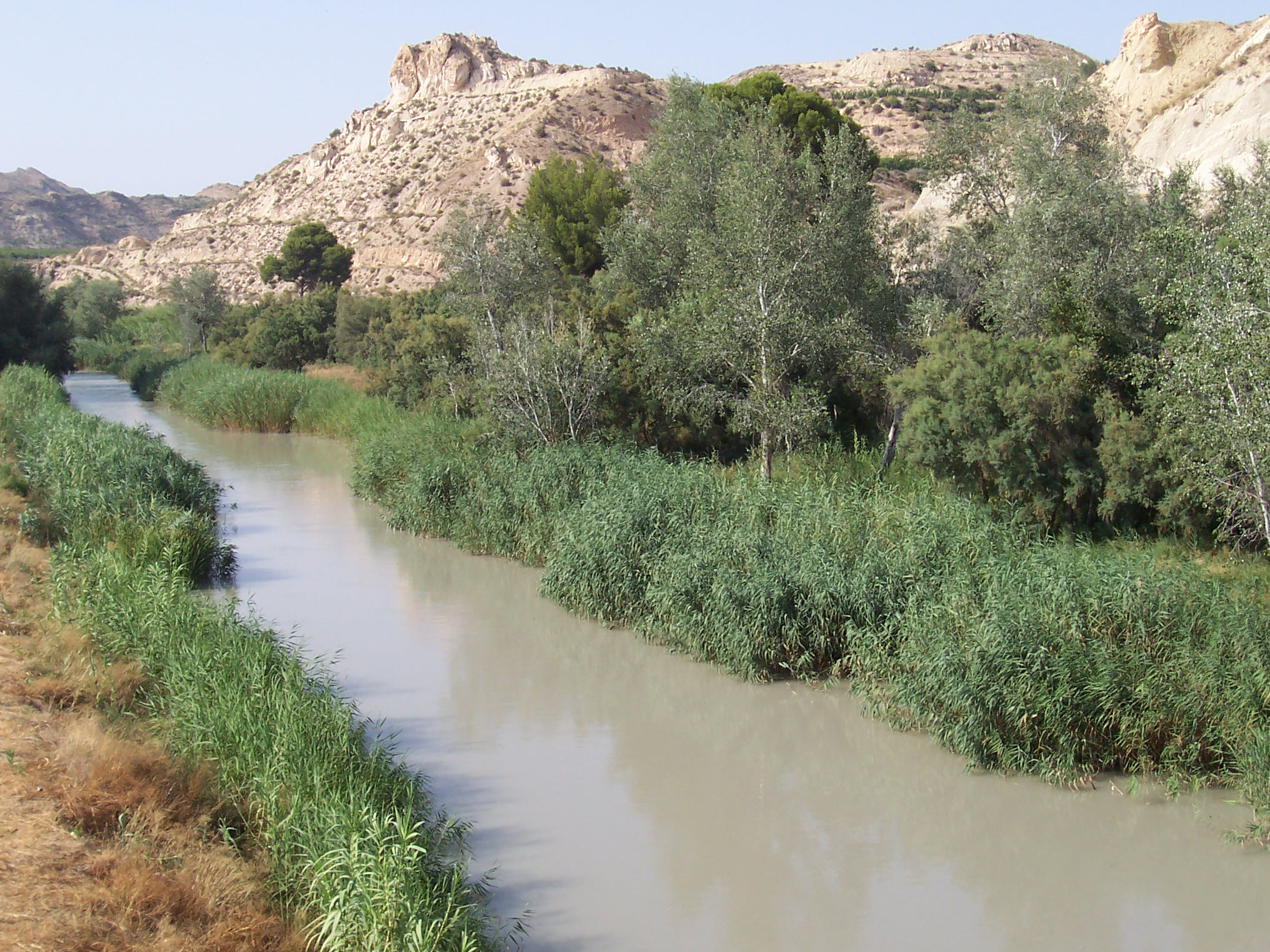
Le fleuve à Archena (région de Murcie).
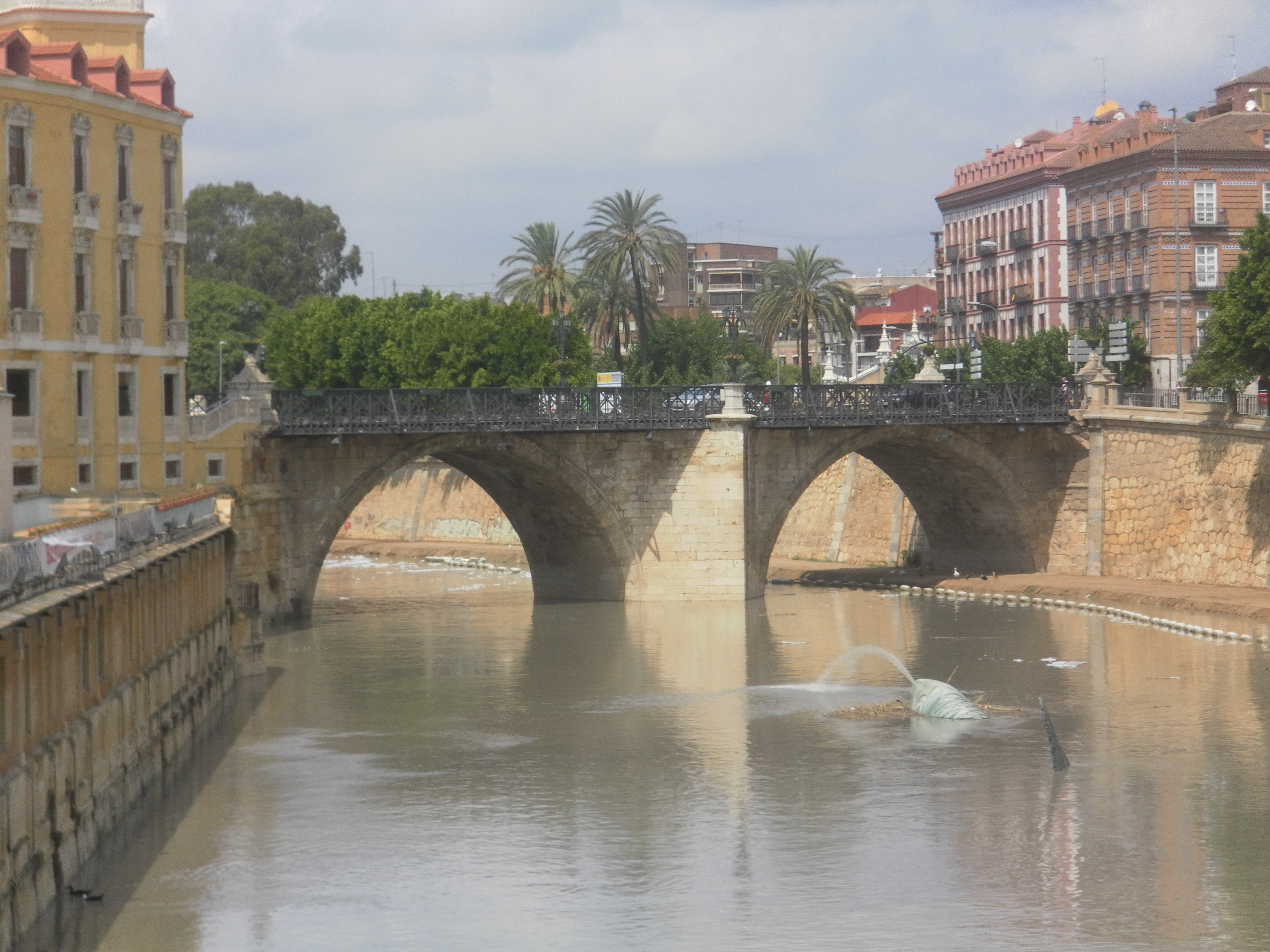
Le fleuve en basses eaux au pont de los Peligros à Murcie.
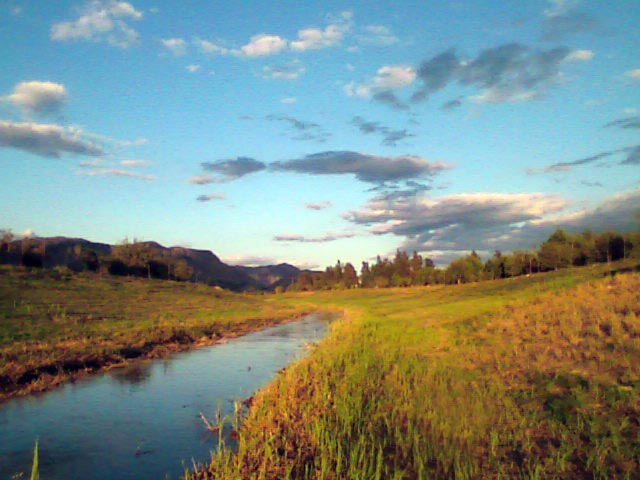
Le fleuve à Desamparados, hameau horticole d'Orihuela (province d'Alicante).